# オベ・アンダーソン

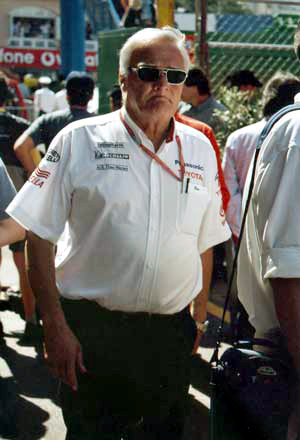
オベ・アンダーソン（2002年）

オベ・アンダーソン（Ove Andersson、1938年1月3日 - 2008年6月11日）は、スウェーデン出身のレーシングドライバーであり、トヨタ・チーム・ヨーロッパ（現・トヨタ・ガズー・レーシング・ヨーロッパ）の監督。ドライバーとしてはWRC優勝、監督としてはWRCチャンピオン、ル・マンクラス優勝などの功績を挙げた。

## 生い立ち
スウェーデンの中都市ウプサラで生まれる。幼少のころに父親に与えられた98 ccのオートバイに乗ったのが初めてのエンジン付きの乗り物となった。1958年にスウェーデン軍に入隊しパレスチナのガザに国連軍として従軍した。

## ラリードライバー
除隊後の1963年にスウェーデンの地方選手権にミニで参戦し頭角を表す。1964年からサーブをドライブしたものの、エリック・カールソンの陰に隠れる形となった。しかしカールソンの勧めで1965年もサーブをドライブし、同年からはランチアもドライブする。1967年にはランチアでラリー・モンテカルロで勝利を挙げる。
さらに1971年にアルピーヌ・A110を駆ってラリー・モンテカルロで勝利を挙げる。このモンテでの勝利でルノーでのレギュラーシートを約束されると同年、ラリー・サンレモ、オーストリアン・アルパイン・ラリー、アクロポリス・ラリーで優勝する。
1972年、RAC・ラリーから、翌年の世界ラリー選手権(WRC)戦に入り、主にトヨタ・セリカをドライブ。1975年にプジョー・504でアーネ・ハーツ (コ・ドライバー) と共にサファリラリーでWRC初優勝を飾った。

## トヨタとの関係

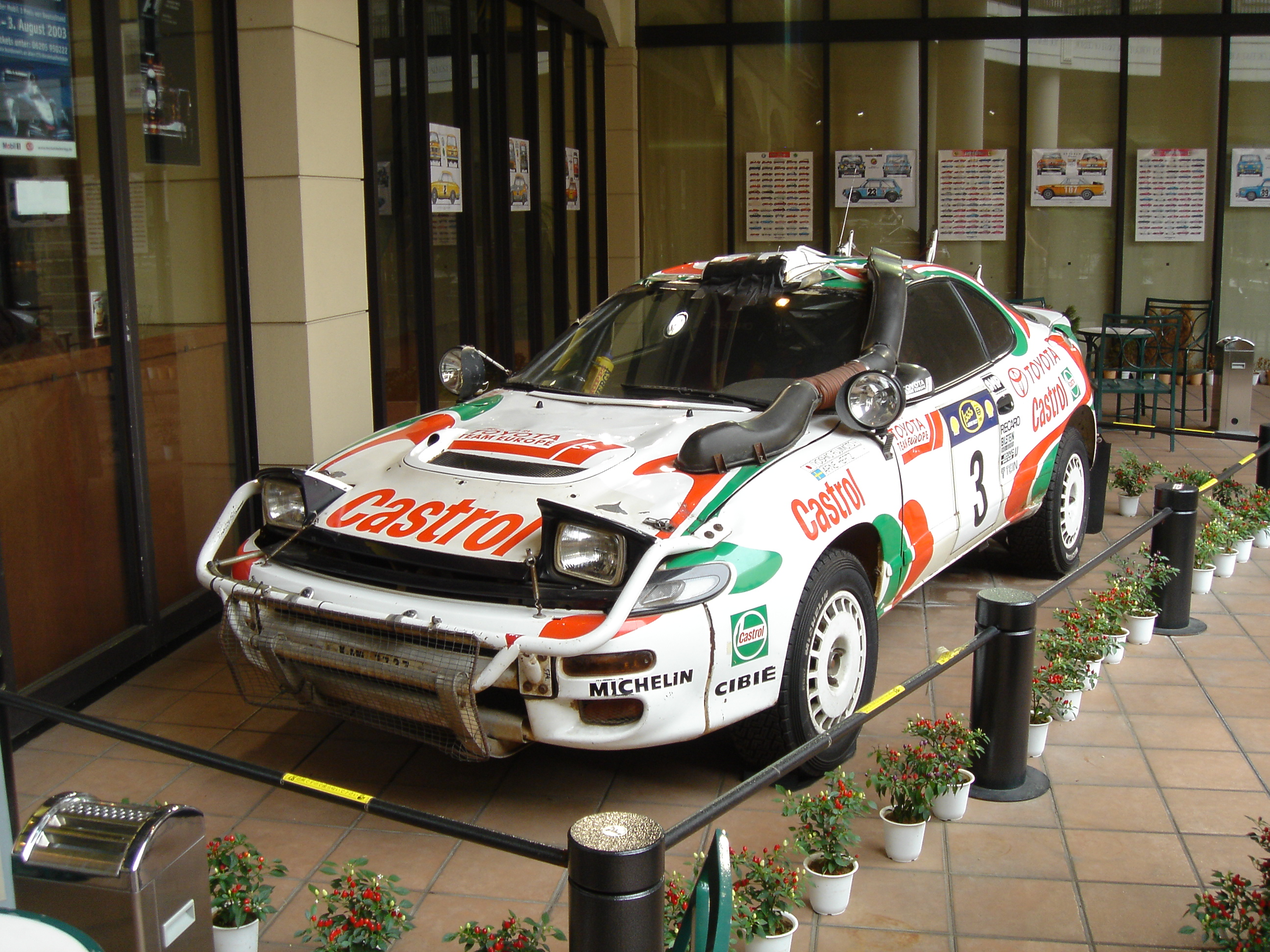
トヨタ・セリカGT-Four (ST185)、1995年サファリラリー優勝車

1970年代前半にアンダーソンは彼自身のチームである「アンダーソン・モータースポーツ」を所有していた。その活躍が国際ラリー活動を模索していたトヨタの目に止まった。また当時のWRCは、メーカーは各イベントごとに地元の優れたドライバーと一戦限りのワークス契約を結ぶことが多く、オベは年間を通しての長期的なワークス契約を模索していた。こうして双方の意図が合致した結果、福井敏雄との面会の後、1972年よりトヨタから資金・技術支援を受けることとなる。
しかし1974年にオイル・ショックの煽りを受けてトヨタはモータースポーツ活動を休止し、アンダーソンも契約終了を告知するために日本に呼び出される。しかし直前までの福井の必死の説得により、豊田英二社長の口から聞かされたのは今後のサポートを事実上拡充するという内容であった。アンダーソンは「日本に行く機中は死刑宣告を受けに行く気分だったが、帰りは希望に満ちていた。こんな経験は人生で二度とないものだろう」と語っている。
1975年よりトヨタの公認を受け、チーム名を「トヨタ・チーム・ヨーロッパ (TTE)」と名乗る。同年の1000湖ラリーでトヨタのWRC初優勝を獲得する (マシンはカローラレビン)。1979年にチームの拠点をベルギーのブリュッセルからドイツのケルンに移転し、「アンダーソン・モータースポーツGmbH」を設立する。レビンの後はセリカを使用し、年数戦のWRC参戦を続ける。
またこの頃日本においては2代目スターレット (KP61型) のテレビCMに出演していた事で有名となった。CMでは「ラリーの神様」とテロップされていた。
1983年、トヨタのモータースポーツ活動再開により、本格的にワークス活動を開始する。1993年7月には、トヨタがアンダーソン・モータースポーツGmbHを買収し、社名は「トヨタ・モータースポーツ有限会社 (TMG)」へと改称された (チーム名はTTEを継続)。
しかし1995年に、TTEはシーズン中にリストリクターに関するレギュレーション違反が発覚し、シーズン全ポイントの剥奪、および1996年シーズンの1年間参戦禁止という処分を受ける。トヨタ本社ではTMGの存続やアンダーソンの責任問題が議論されたが、1997年もWRC参戦を自粛する形で決着した。TTEは2年間の休止期間中に新規定の「WRカー」としてカローラWRCを開発した (1997年には非公式でテスト参戦)。
1998年よりWRCに正式に復活し、1999年には3度目のメイクスタイトルを獲得する。しかし、トヨタがF1への参戦を決定するとその役割に集中するため、同年限りで27年間のラリー活動に終止符を打った。

### トヨタF1

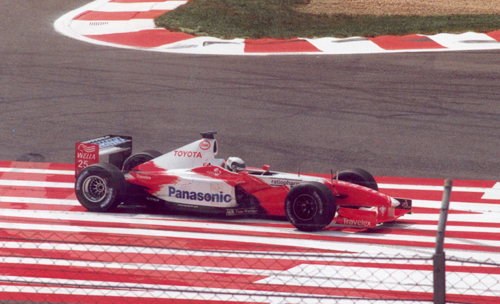
トヨタ・TF102 (2002年)

2002年にF1チームであるトヨタF1の初代代表として就任し、「パナソニック・トヨタ・レーシング」としてF1に参戦を開始した同チームを率いることとなる。しかしデビュー年ということもあり、数回入賞するに留まった。これを機に2003年に代表を退き、その後はトヨタ・モータースポーツのコンサルタントとして働いていた。

## 死去
2008年6月11日に南アフリカで行われたミリガン・クラシック・ラリーの際中に事故死。70歳没。その死はスウェーデンやヨーロッパ各国のみならず、関係の深かった日本でも大きく報じられた。